# 大圆
大圆（英語：great circle），也稱為正交場，是球體的表面和穿過球體中心點（球心）之平面的交集。大圆线是连接球面上两点最短的路径所在的曲线。大圆线是球面上半径最大的圆弧。

圖上的兩個圓就是大圓。

## 地球上重要的大圆线
若假设地球为球体（如普通的地球仪），所有的經線都是大圆线，緯線則只有赤道一条大圆线。
- 赤道
- 本初子午線
- 晨昏圈
- 黄道

## 外部連結
- Great Circle Mapper（页面存档备份，存于） - 大圓航線
- Detailed Great Circle Calculation (English) （页面存档备份，存于）繪圖網站